# Consiglio regionale del Midi-Pirenei
Il Consiglio regionale del Midi-Pirenei (in francese Conseil régional de Midi-Pyrénées) è stata l'assemblea deliberativa della regione francese del Midi-Pirenei fino al 31 dicembre 2015, in seguito all'annessione della regione alla Linguadoca-Rossiglione per formare la nuova regione Occitania.
Il consiglio era composto da 91 membri e aveva sede a Tolosa, al 22 boulevard du Maréchal-Alphonse-Juin, nel quartiere Saint-Michel, sulla riva destra della Garonna, vicino al ponte Saint-Michel.
Il suo ultimo presidente è stato Martin Malvy (PS), eletto il 15 marzo 1998.